# الإفادات والإنشادات (كتاب)
كتابٌ لأبي إسحاق، إبراهيم الشاطبي الغرناطي، ويُصنّف من النوع الذي يُقيّد شوارد المسائل وضبطها وجمع الفوائد المروية، مهما كان العلم الذي ترتبط به

## الغرض منه
يقول الشاطبي: ( إني جمعت لك في هذه الأوراق جملة من الإفادات المشفوعة بالإنشادات، مما تلقيته عن شيوخنا الأعلام، وأصحابي من ذوي النبل والأفهام، قصدت بذلك تشويق المتفنن في المعقول والمنقول، ومحاضرة المستزيد من نتائج القرائح والعقول)

## عرض الهيكل التفصيلي
جاء بخمسين إفادة، شفع كل واحدة منها بإنشادة؛ مما رواه عن الناظمين مباشرة أو بواسطة يذكرها، ثم توّج المئة بإفادة وإنشادة تضمنتا سؤالا عقديا منظوما في القضاء والقدر موجها إلى الأستاذ أبي سعيد فرج بن لُبًّ، وجوابه المنظوم مع بيان للآيات التي أشار إليها ابن لُب في أبياته.
ولئن كانت الإفادات متنوعة المواضع، فإن للعربية قواعدها وأدبها وبلاغتها الحظ الأوفر في الإفادات؛ مما يدل على نزعة المؤلف إلى علوم العربي، كما تدل بقية الإفادات على حرصه على تنويع فنون المعرفة ومصادرها.

## أهمية الكتاب
يتحدث الأستاذ محمد الفاسي عن أهمية الكتب التي تجمع الفوائد قائلا: (أول من فعل ذلك على ما بلغ إليه علمنا أبو إسحاق الشاطبي وأطلق على كتابه اسم الإفادات والإنشادات، وقد عارضه في هذا العمل كثير من الأدباء وصار لهذه العبارة روجان في الأوساط العلمية)
جاءت أغلب الإفادات مروية عن عشرة علماء في مقدمتهم شيوخه: المقّري، ابن الفخار، ابن لُبًّ، أبو علي الزواوي.

## مما قيل فيه
(كتاب الإفادات والإنشادات في كراسين فيه طرف وتحف وملح وأدبيات) أحمد بابا التنبكتي